# Zorotypus mexicanus
Zorotypus mexicanus är en jordlusart som beskrevs av Bolivar y Pieltain 1940. Zorotypus mexicanus ingår i släktet Zorotypus och familjen Zorotypidae. Inga underarter finns listade i Catalogue of Life.